# Аллори, Кристофано
Кристофа́но Алло́ри (итал. Cristofano Allori, 17 октября 1577, Флоренция— 2 апреля 1621, Флоренция) — итальянский живописец периода маньеризма флорентийской школы. Сын и ученик живописца Алессандро Аллори, прозванный Младшим Бронзино, поскольку его отец называл себя в честь своего учителя «Алессандро Бронзино Аллори».

## Биография

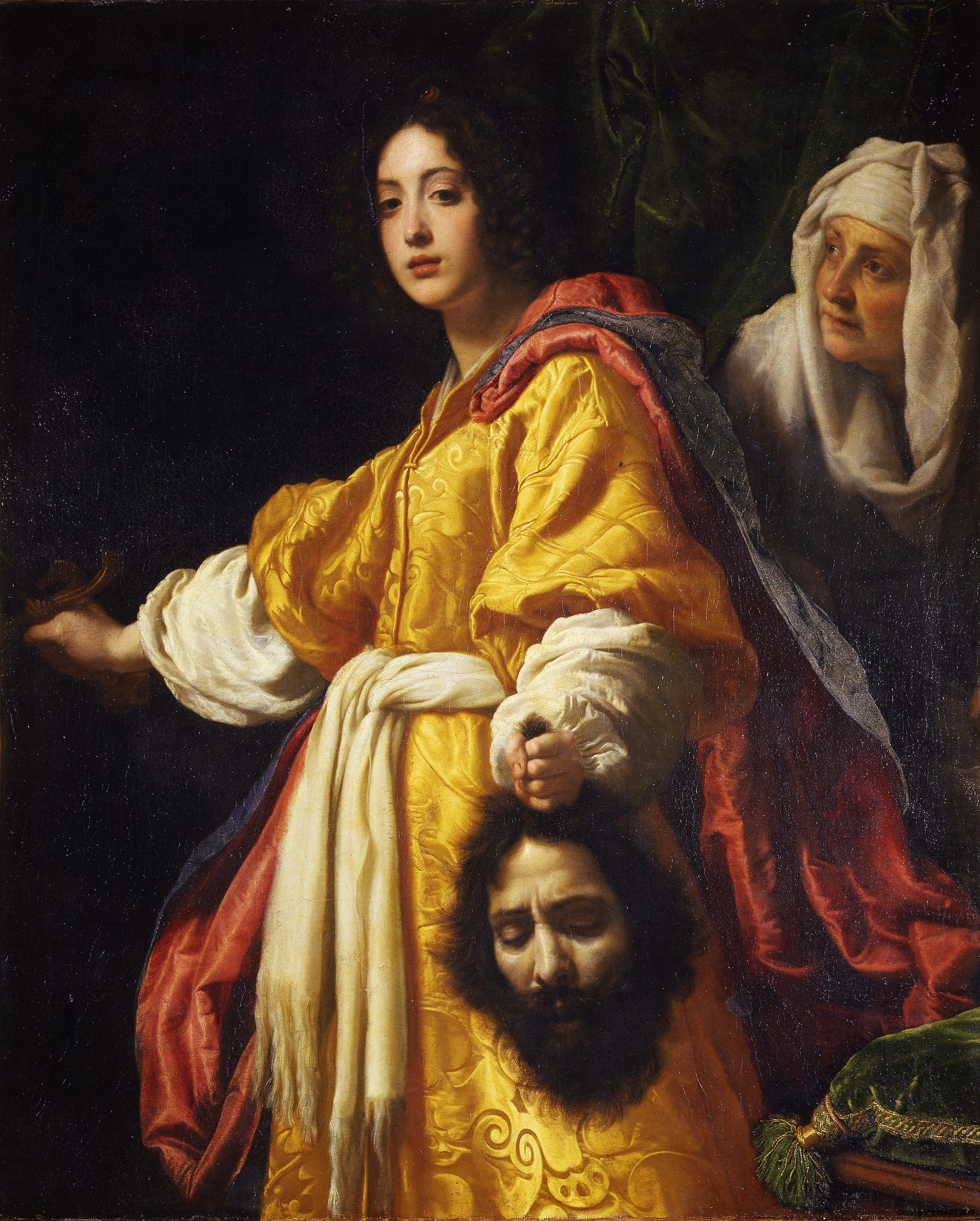
Юдифь с головой Олоферна. 1612. Дерево, масло. Палаццо Питти, Флоренция

Кристофано Аллори родился 17 октября 1577 года во Флоренции и получил первые уроки живописи у отца Алессандро Аллори, но затем поступил в мастерскую Грегорио Пагани, одного из руководителей поздней флорентийской школы, представители которой стремились объединить богатый колорит венецианцев с флорентийским вниманием к рисунку и «осязательному чувству формы» посредством использования светотени.
Кристофано также учился у Санти ди Тито и Чиголи (Лодовико Карди). Ещё в молодости Кристофано Аллори стал придворным портретистом семьи Медичи, и многие из полученных им заказов представляли собой копии портретов его предшественника Бронзино.
Самая знаменитая картина Аллори — «Юдифь с головой Олоферна». Героиня написана с подруги художника, красавицы «Ла Мадзафирры» (которая также изображена в его Марии Магдалине), а голова Олоферна — автопортрет. Основной версией является картина в Британской королевской коллекции, датированная 1613 годом. Вариант 1620 года в Палаццо Питти во Флоренции является самым известным, ещё существует несколько копий, созданных учениками мастерской. Одна копия, написанная в 1613 году, находится в Пинакотеке Ватикана, а другая — в Берлинской картинной галерее. Кристофано Аллори испытал значительное влияние тенебристов, а также живописи Корреджо. Об этом косвенно свидетельствует уникальная, хотя и слабая по живописи, копия утраченной картины Корреджо «Мария Магдалина читающая».
Другие известные произведения: «Святой Юлиан Странноприимец» (в галерее Питти), «Иоанн Креститель в пустыне» (там же), «Кающаяся Мария Магдалина» (в галерее Уффици, во Флоренции), «Младенец-Христос, спящий на кресте» (Уффици) и «Изабелла Арагонская у ног Карла VIII» (Лувр, Париж).
Картину «Юдифь с головой Олоферна» Альфред де Мюссе причислил к лучшим произведениям искусства Италии.
Кристофано Аллори умер 2 апреля 1621 года в родном городе.
В санкт-петербургском Эрмитаже имеется картина Кристофано Аллори «Товий и ангел».

## Галерея

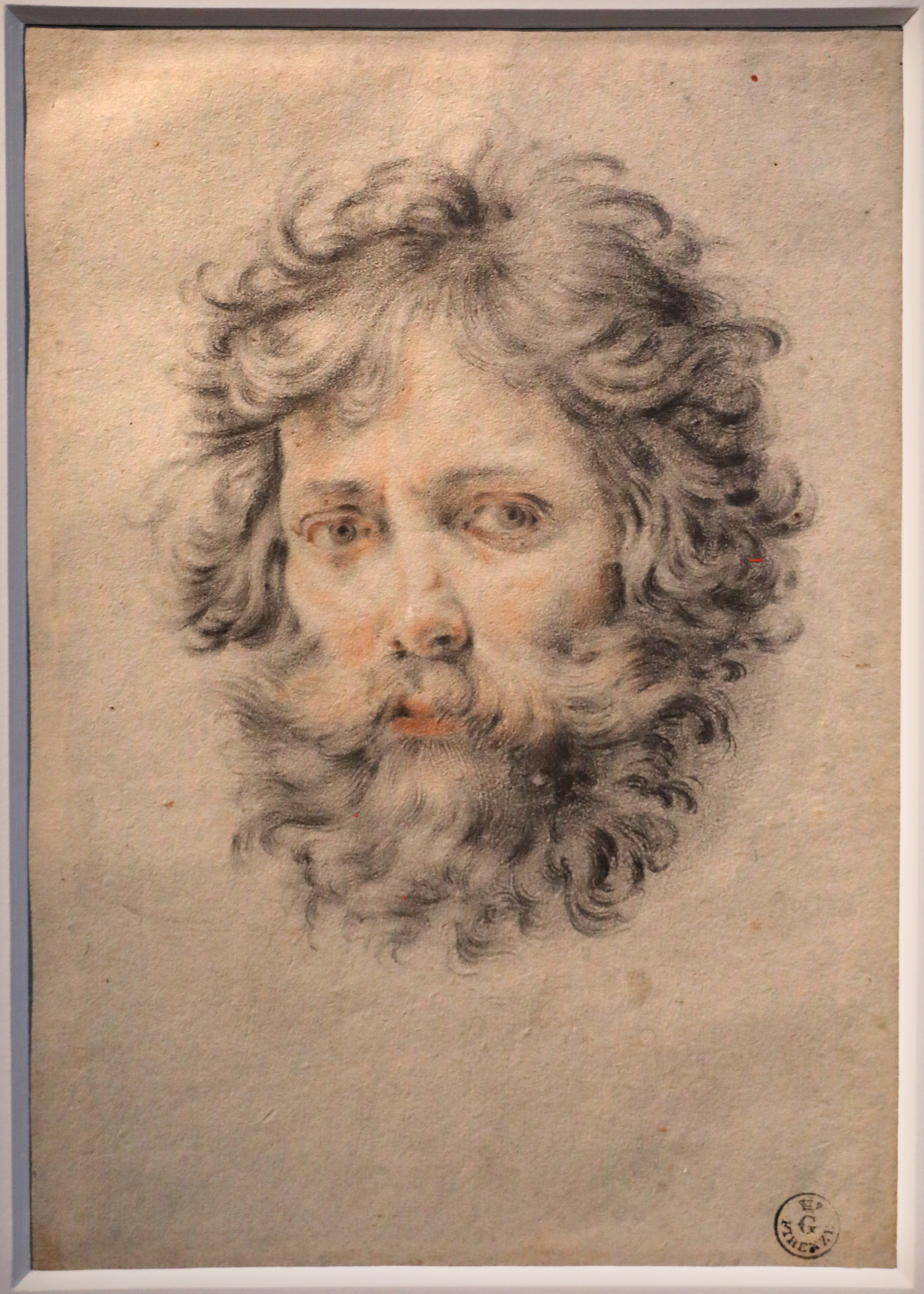
Автопортрет. Между 1610 и 1617. Бумага, итальянский карандаш, сангина. Уффици, Флоренция
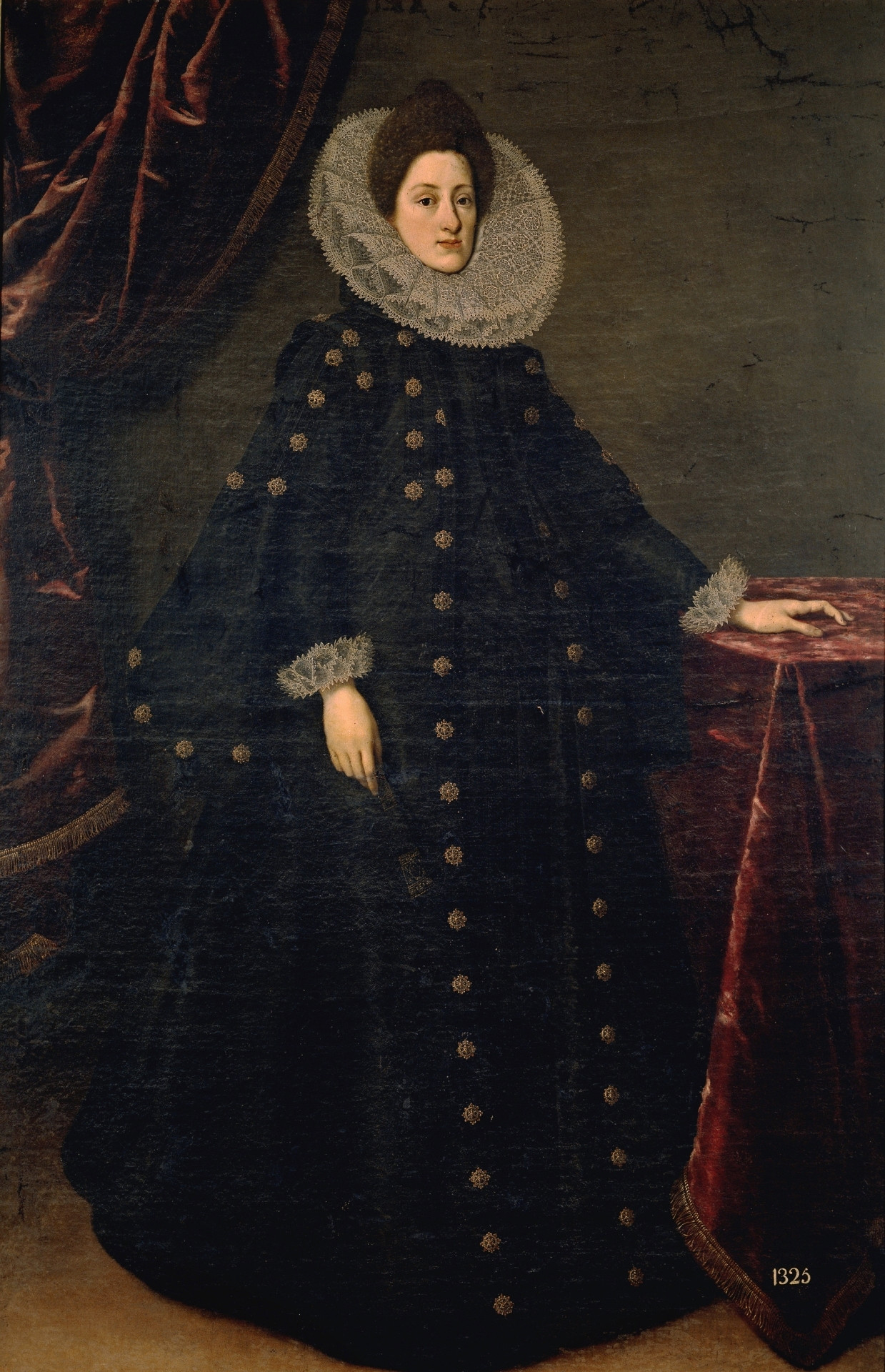
Портрет Марии Магдалины Австрийской. Ок. 1609. Холст, масло. Прадо, Мадрид
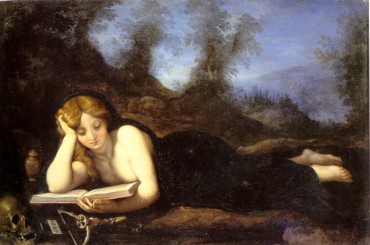
Мария Магдалина читающая. Холст, масло. Копия утраченного оригинала Корреджо (1527-1530)
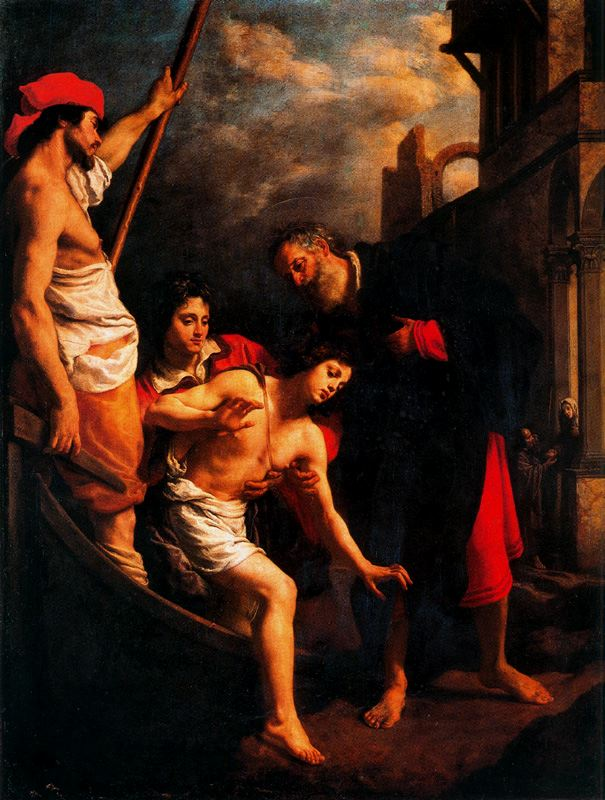
Святой Юлиан оказывает гостеприимство паломникам. Между 1610 и 1620. Холст, масло. Палаццо Питти, Флоренция
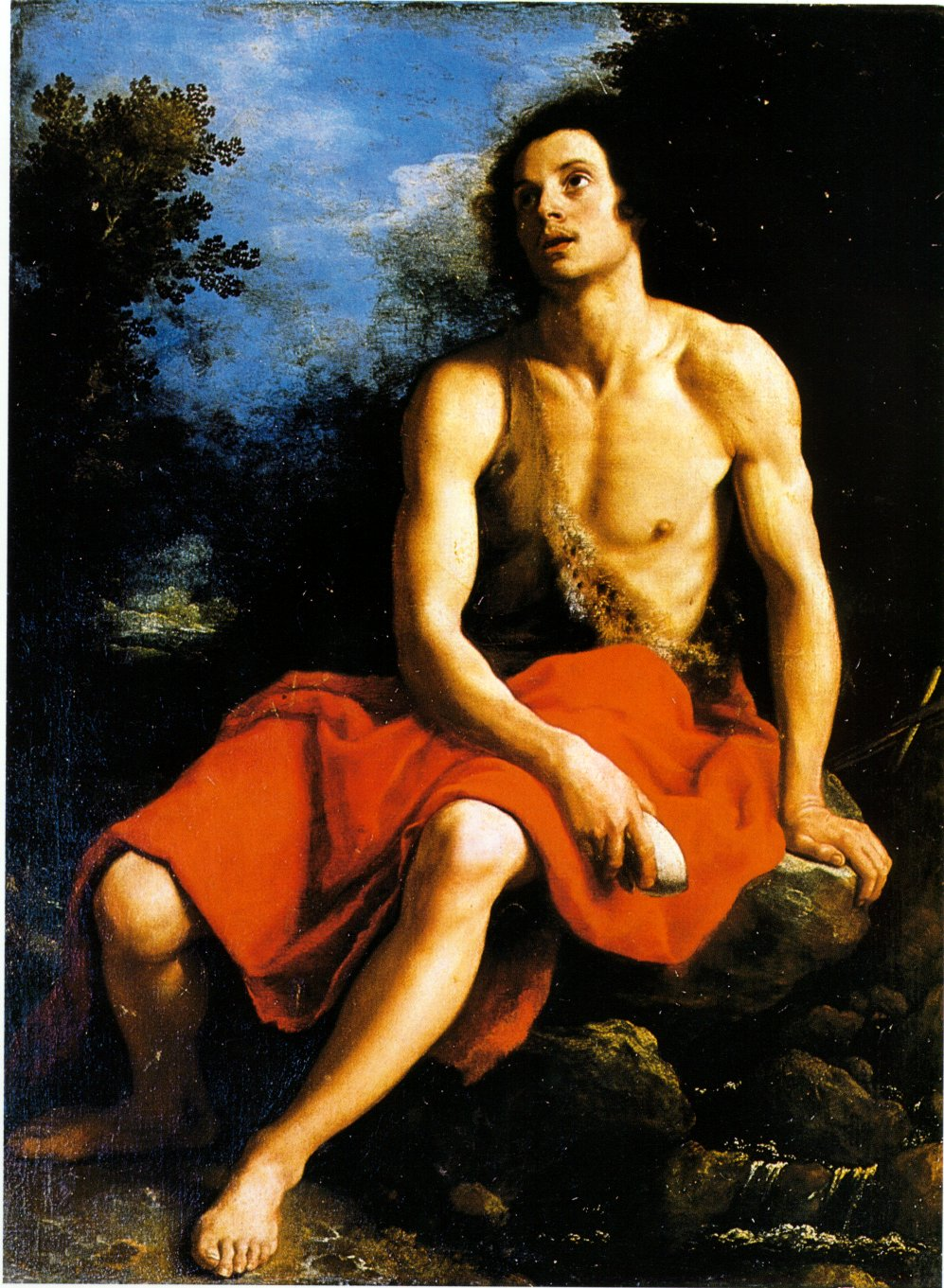
Святой Иоанн Креститель в пустыне. 1600-е. Холст, масло. Палаццо Питти, Флоренция
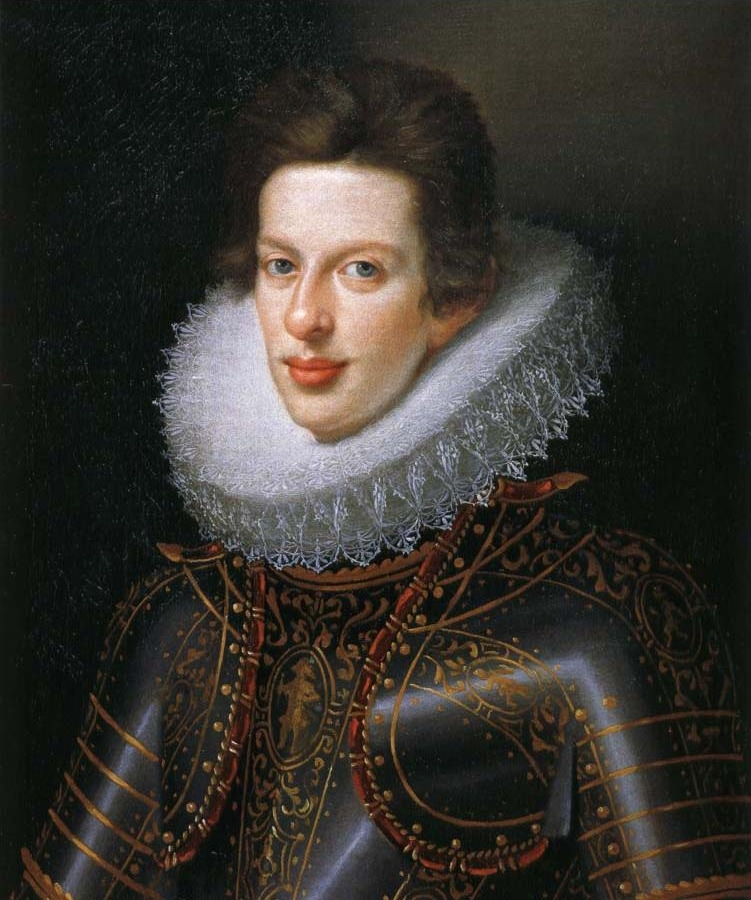
Козимо II де Медичи. Между 1608 и 1618. Холст, масло. Палаццо Питти, Флоренция
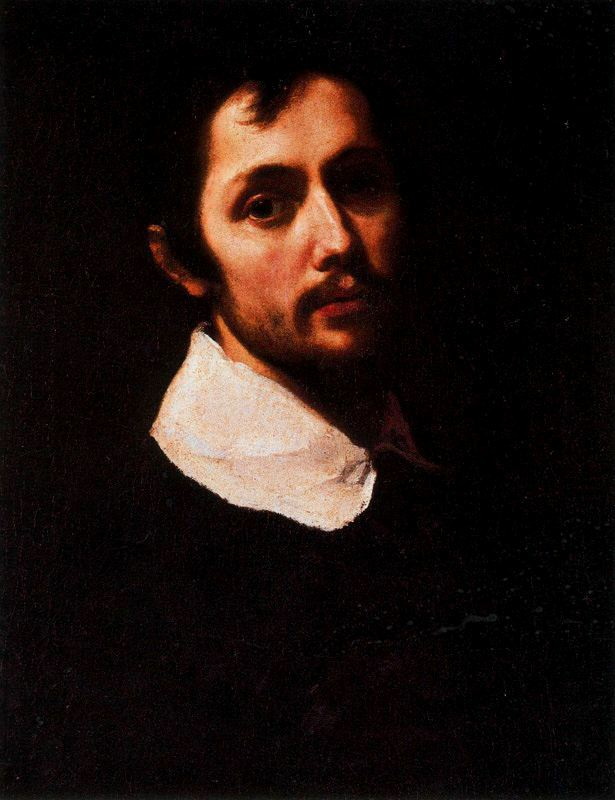
Мужской портрет. 1505. Холст, масло. Палаццо Питти, Флоренция
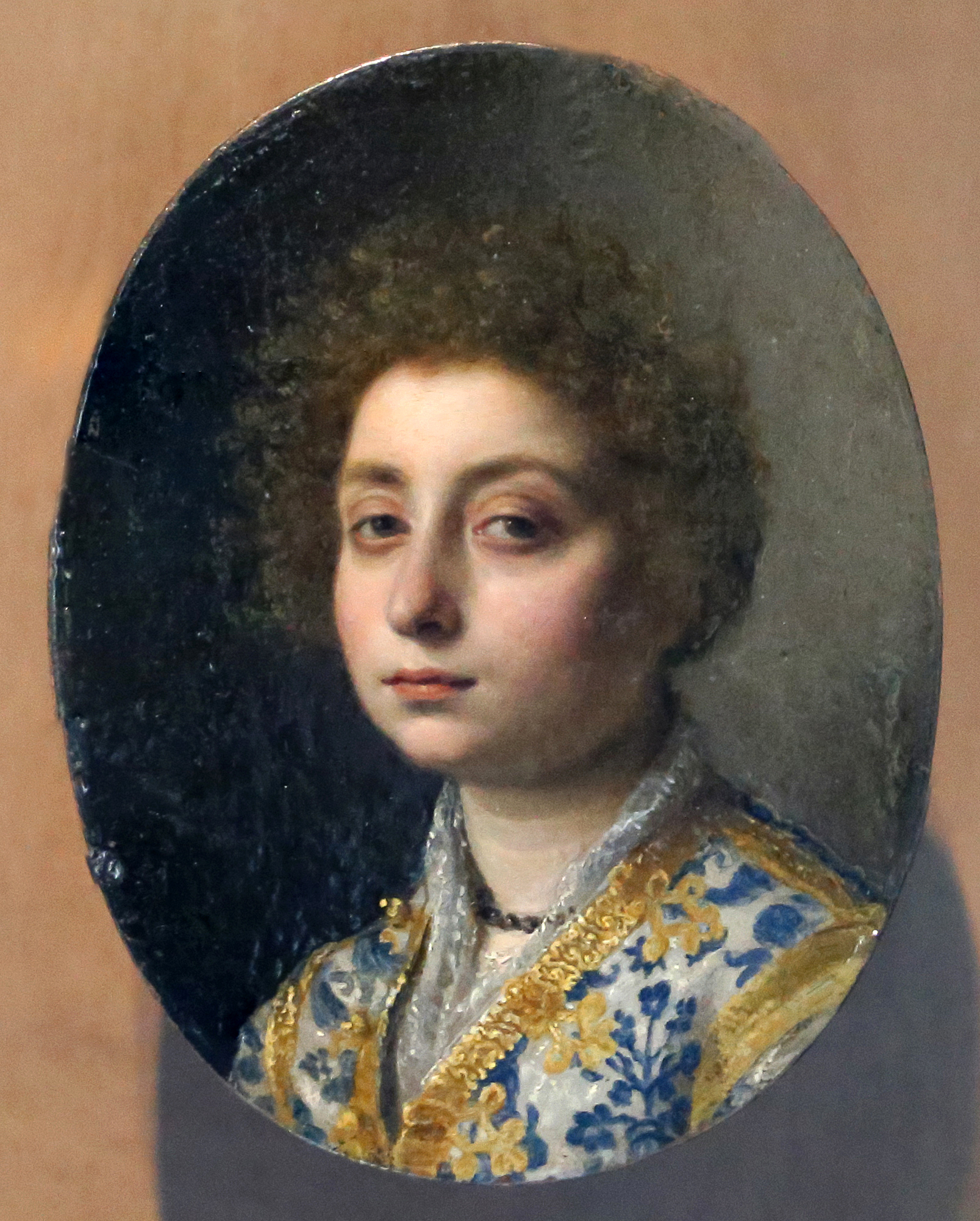
Женский портрет. Частное собрание